# コノハドリ
コノハドリ（木葉鳥、学名 Chloropsis cyanopogon）は、コノハドリ属の1種である。
東南アジアのビルマ、タイ、マレーシア、インドネシアのスマトラ島・ボルネオ島などに生息する。低地の常緑熱帯雨林の樹冠で暮らす。